# Normandel
Normandel is een plaats en voormalige gemeente in het Franse departement Orne in de regio Normandië en telt 94 inwoners (2009). De plaats maakt deel uit van het arrondissement Mortagne-au-Perche.
Op 1 januari 2018 fuseerde de gemeente met Moussonvilliers en Saint-Maurice-lès-Charencey tot de commune nouvelle Charencey.

## Geografie
De oppervlakte van Normandel bedraagt 7,5 km², de bevolkingsdichtheid is dus 12,5 inwoners per km².
De onderstaande kaart toont de ligging van Normandel met de belangrijkste infrastructuur en aangrenzende gemeenten.

## Demografie
Onderstaande figuur toont het verloop van het inwonertal (bron: INSEE-tellingen).